# Estil indirecte
L'estil indirecte és la reproducció d'un diàleg o discurs dit per una persona de manera que aparegui integrat dins el text i no independent i separat per signes de puntuació (el guió en el cas català). Apareixen els anomenats verbs dicendi o altres marques per indicar a qui s'atribueix el discurs, per exemple una frase en estil directe com "Vull que vinguis a casa meva" es pot transformar en "En Pau va dir-li que volia que vingués a casa seva". En l'estil indirecte abunden les oracions substantives i la identificació dels referents amb noms i pronoms.
L'estil indirecte s'utilitza per citar les paraules d'altri o les pròpies en un moment diferent del de la seva enunciació i, en la variant d'estil indirecte lliure, pot usar-se també per plasmar els pensaments d'un personatge en literatura. La gramàtica generativa considera que és sempre una frase derivada, és a dir, una transformació de l'estructura profunda de la frase original, que seria la directa i, per tant, la més abundant en la llengua (essent la pròpia de la parla). Per aquest motiu poden aparèixer marcadors gramaticals que indiquin justament aquest desplaçament o transformació, com és el cas de les esmentades oracions subordinades en català, que forcen un canvi de temps verbal.